# Alexander Wittkowsky
Alexander Wittkowsky (* 4. September 1936 in Berlin; † 14. Februar 2018 in Frankfurt am Main) war der erste gewählte Präsident der Technischen Universität Berlin in ihrer neuen Form als Gruppenuniversität. Im Anschluss hatte er als Rektor der Universität Bremen wesentlichen Anteil am Aufbau dieser Universität „neuen Typs“.

## Leben
Wittkowsky wuchs in Berlin auf, wo er das Goethe-Gymnasium und später die Technische Universität besuchte. Er studierte Schiffbau und Verfahrenstechnik und schloss sein Studium als Diplom-Ingenieur ab.
Vom 2. Januar 1962 an war Wittkowsky wissenschaftlicher Assistent und ab Wintersemester 69/70 Oberingenieur am Rudolf-Drawe-Institut für Brennstofftechnik am Lehrstuhl für Brennstofftechnik in der Abteilung Energie- und Verfahrenstechnik der Fakultät (V) für Maschinenwesen der TU Berlin, welche ab Wintersemester 71/72 in Fachbereich (10) – Verfahrenstechnik umbenannt wurde. Als Oberingenieur wurde Wittkowsky, ohne Lehrstuhlinhaber zu sein, am 5. Mai 1970, zwei Monate vor seiner Promotion, mit Wirkung zum 12. Mai 1970 bis zum 31. Mai 1977 zum ersten Präsidenten der TU Berlin gewählt. Nach seiner Präsidentschaft an der TU Berlin wirkte Wittkowsky von 1977 bis 1982 als Rektor der Universität Bremen. Aus Protest gegen die vom Bremer Wissenschaftssenator Horst Werner Franke durchgesetzte Neufassung des Landeshochschulgesetzes, das die Reformen der Gründungsphase der Universität teilweise zurücknahm, trat Wittkowsky am 23. März 1982 vom Amt des Rektors zurück. Danach wurde er im Fachbereich Produktionstechnik auf eine C4-Professur mit der Widmung „Technologieentwicklung und Technologiegestaltung“ (TT) berufen, die er bis zu seiner Pensionierung 2001 innehatte. Für zwei Jahre, von 1990 bis 1992, war er beurlaubt, um für die Deutsche Gesellschaft für Technische Zusammenarbeit (GTZ) Projekte unter anderem in Indien, Tansania und Simbabwe zu leiten.
Alexander Wittkowsky hat durch seine aktive, engagierte Arbeit die TU Berlin und die Universität Bremen in wesentlichen Fragen ihrer Entwicklung geprägt.